# PK-2
Das System PK-2 ist ein russischer Täuschkörperwerfer.

## Beschreibung
Das System wurde ab 1969 zum Schutz von Schiffen entwickelt. Täuschkörper unterschiedlicher Art können vom Werfer verschossen werden. Ein Werfer enthält zwei Abschussrohre.

## Technische Daten

### Werfer
- Abschussrohre: 2
- Kaliber: 140 mm
- Gewicht ungeladen: 3600 kg
- Horizontaler Drehwinkel: ± 177°
- Vertikaler Drehwinkel: −12 bis 60°
- Reichweite: 500 bis 6000 m

### Geschosse
Es existieren zwei separate Täuschkörpertypen für radar- bzw. infrarotgelenkte Geschosse sowie ein kombinierter Typ.
| Geschoss:             | TSP-47  | TST-47  | TSO-47        |
| --------------------- | ------- | ------- | ------------- |
| Kaliber               | 140 mm  | 140 mm  | 140 mm        |
| Länge:                | 1105 mm | 1105 mm | 1105 mm       |
| Gewicht Geschoss:     | 36 kg   | 37,5 kg | 38,5 kg       |
| Gewicht Täuschkörper: | 7,73 kg | 2,6 kg  | 8,6 kg        |
| Täuschkörper:         | Düppel  | IR      | Düppel und IR |

Die Geschosse werden vom „Institut für Angewandte Physik“ (russisch Институт прикладной физики) in Nowosibirsk entwickelt und hergestellt.

## Schiffe
Das System wird unter anderem auf folgenden Schiffsklassen verwendet:
- 956 Sowremenny-Klasse
- 1123 Moskwa Klasse
- 1143 Kiew Klasse
- 1144 Kirow-Klasse
- 1155 Udaloy-I-Klasse